# Погана кров (фільм, 1986)
«Погана кров» (фр. Mauvais Sang) — другий повнометражний кінофільм французького режисера Леоса Каракса, знятий в 1986. Є другою частиною «трилогії про Алекса», в якій головну роль зіграв актор Дені Лаван — ровесник режисера, який в трилогії є його альтер его.
Фільм був представлений на Берлінському кінофестивалі 1987, де режисер отримав за нього премію Альфреда Бауера («за відкриття нових шляхів у кіномистецтві»). Фільм також був удостоєний премії імені Луї Деллюка (1986).

## Сюжет
Дія відбувається в Парижі недалекого майбутнього. Двом літнім гангстерам, Марку (М. Пікколі) і Хансу (Х. Мейер), загрожує таємнича «Американка» (К. Брукс), яка вимагає від них виплати великого боргу. Вони розуміють, що в іншому випадку будуть вбиті, тим більше що недавно їх товариш Жан загинув, потрапивши під поїзд метро — швидше за все, він був убитий саме за наказом «Американки». Марк і Ханс звертаються до Алекса (Дені Лаван), синова Жана, — карткового шулера, у якого «спритні руки». Вони пропонують йому ризиковану операцію — викрасти з лабораторії вакцину від страшного вірусу STBO, який вражає тих, хто «кохається без любові», і продати вакцину конкуруючій фірмі. Алекс залишає свою подругу Ліз (Ж. Дельпі) і приходить до Марка і Хансу. Він погоджується на їх пропозицію і знайомиться з Анною (Ж. Бінош), молодою подругою Марка, в яку закохується …

## У ролях
| Актор          | Роль       |
| -------------- | ---------- |
| Дені Лаван     | Алекс      |
| Жульєт Бінош   | Анна       |
| Жулі Дельпі    | Ліз        |
| Мішель Пікколі | Марк       |
| Ганс Мейєр     | Ханс       |
| Керролл Брукс  | Американка |
| Уго Пратт      | Борис      |
| Мірей Пер'є    | мати       |

## Знімальна група
- Режисер і сценарист: Леос Каракс
- Продюсери: Дені Шато, Ален Даан, Філіп Діаз
- Оператор: Жан-Ів Ескоф'є
- Монтажер: Неллі Квет'є

## Технічні дані
- Оригінальна назва: Mauvais Sang
- Виробництво: Франція
- Кольоровий
- Звук: моно
- Формат: 35 мм
- Тривалість: 116 хв.

## Номінації та нагороди
- Премія імені Луї Деллюка (1986)
- Берлінський кінофестиваль 1987 :
  - премія Альфреда Бауера («за відкриття нових шляхів у кіномистецтві»).
  - премія C.I.C.A.E. (Міжнародної асоціації артхаусних кінотеатрів)
  - номінація на «Срібного ведмедя»
- Премія Сезар (1987):
  - найбільш багатообіцяюча актриса — Жулі Дельпі
  - номінація на найкращу актрису — Жульєт Бінош
  - номінація на найкращого оператора — Жан-Ів Ескоф'є

## Цікаві факти
- Сам Леос Каракс знявся у фільмі в невеликій камео (людина, що дивиться з вікна).
- У невеликій ролі (мати маленької дитини, яку Алекс зустрічає на вулиці) з'являється також Мірей Пер'є — колишня подруга Леоса Каракса, яка зіграла головну жіночу роль в його першому фільмі «Хлопець зустрічає дівчину».
- Керролл Брукс, яка грає «Американку», зайнята в одній з ролей і в першому фільмі Каракса «Хлопець зустрічає дівчину».